# بهنوش طباطبایی
بهنوش طباطبایی (زادهٔ ۲۷ اردیبهشت ۱۳۶۰) بازیگر ایرانی است. وی دارای دانشنامهٔ دکترای روان‌شناسی بالینی است و دورهٔ بازیگری در دانشکدهٔ هنرهای زیبای دانشگاه تهران گذرانده و افزون بر بازیگری به تدریس در دانشگاه نیز می‌پردازد. او برای ایفای نقش در فیلم ماجرای نیمروز ۲: ردّ خون نامزد سیمرغ بلورین بهترین بازیگر نقش اول زن از سی‌وهفتمین جشنوارهٔ فیلم فجر شد و برای بازی در سریال در مسیر زاینده رود، تندیس بهترین بازیگر زن درام را از دوازدهمین جشن حافظ دریافت کرده است.

## زندگی

### زندگی شخصی
بهنوش طباطبایی در ۲۷ اردیبهشت ۱۳۶۰، در محلهٔ یوسف‌آباد تهران به دنیا آمد. پدرش سید ناصر طباطبایی، کارشناس عمران در وزارت مسکن و شهرسازی و مادرش آموزگار بود. وی فرزند دوم خانواده است و تنها یک خواهر بزرگ‌تر به نام تینوش دارد.
او همچنین در رشتهٔ مهندسی رایانه، دارای دانشنامهٔ کارشناسی و در رشتهٔ روان‌شناسی، دارای دانشنامهٔ دکترا در گرایش روان‌شناسی تربیتی است. او یک دورهٔ بازیگری را نیز در دانشکدهٔ هنرهای زیبای دانشگاه تهران گذرانده است.
طباطبایی به‌واسطهٔ بازی در مصائب دوشیزه، (۱۳۸۵) با مهدی پاکدل آشنا شد و ۱۱ اسفند ۱۳۸۹ با او ازدواج کرد. این‌دو پس از شش سال زندگی مشترک، در ۱۳۹۵ از یکدیگر جدا شدند.

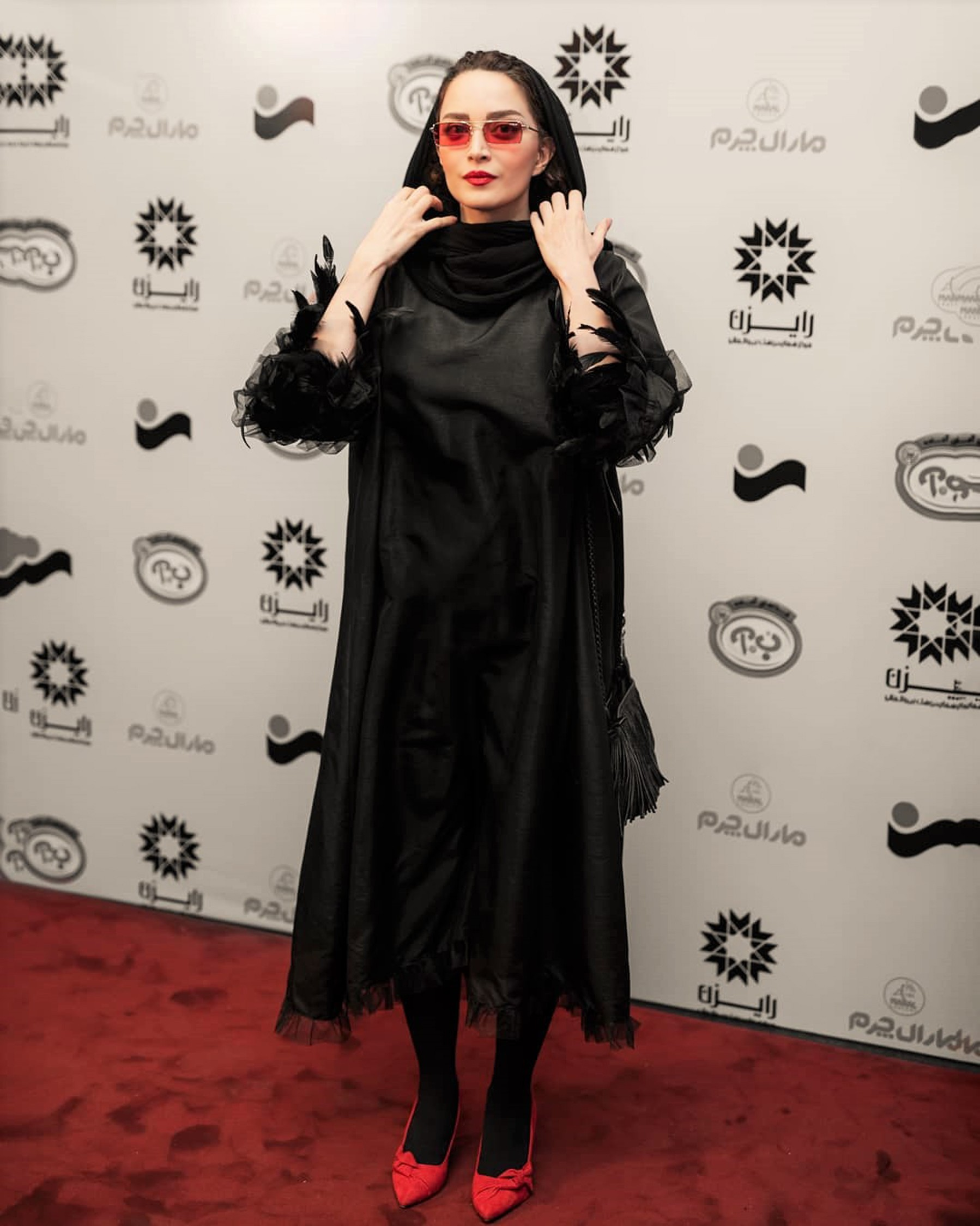
طباطبایی در سال ۱۳۹۹

### زندگی هنری
وی در دورهٔ دبستان با مهراوه شریفی‌نیا هم‌درس بود و به‌ویژه با دیدن بازی شریفی‌نیا در فیلم دزد عروسک‌ها (۱۳۶۸) بیش از پیش، به بازیگری علاقه‌مند شد و با پافشاری‌های بسیار خود سرانجام توانست در سال ۱۳۷۲ در مدرسهٔ هنر و ادبیات کودکان و نوجوانان، دورهٔ بازیگری را آغاز کند. بهنوش طباطبایی در سال ۱۳۷۴ با بازی در مجموعه جدی نگیرید فعالیت خود را شروع کرد، و بعد از بازی در چند سریال، در سال ۱۳۸۲ با مجموعه تلویزیونی مسافری از هند شناخته شد و در سال ۱۳۸۴ با سریال پیله‌های پرواز در نقش اصلی ظاهر شد و به شهرت رسید، و به واسطه بازی خوب در این مجموعه وارد سینما شد، و در سال ۱۳۸۵ اولین بازی خود را در فیلم مصائب دوشیزه تجربه کرد. وی در سال ۱۳۸۹ با مجموعه تلویزیونی چاردیواری در کنار امیر جعفری به عنوان شخصیت محوری داستان به اوج شهرت رسید. او همچنین در فیلم‌هایی مهمی چون سیانور (۱۳۹۴)، زیر سقف دودی (۱۳۹۵) و ماجرای نیمروز: رد خون به ایفای نقش پرداخت.

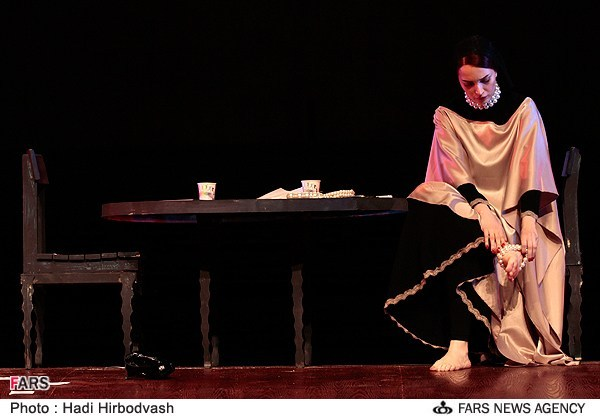
طباطبایی در نمایش‌نامهٔ سیندرلا، تئاتر شهر

## فیلم‌شناسی

### سینمایی
| سال  | عنوان                   | نقش                              | کارگردان         | منبع   |
| ---- | ----------------------- | -------------------------------- | ---------------- | ------ |
| ۱۳۹۷ | ماجرای نیمروز ۲: رد خون | سیما                             | محمدحسین مهدویان |        |
| ۱۳۹۷ | غلامرضا تختی            | شهلا توکلی                       | بهرام توکلی      |        |
| ۱۳۹۵ | لابی                    |                                  | محمد پرویزی      |        |
| ۱۳۹۵ | زیر سقف دودی            | رعنا                             | پوران درخشنده    |        |
| ۱۳۹۴ | سیانور                  | لیلا زمردیان                     | بهروز شعیبی      |        |
| ۱۳۹۳ | شانس، عشق، تصادف        | ناهید                            | آرش معیریان      |        |
| ۱۳۹۲ | فردا                    | مجری طرح و جانشین تهیه‌کنندهٔ فیلم | مهدی پاکدل       | [ ۱۰ ] |
| ۱۳۹۱ | قصهٔ عشق پدرم            |                                  | محمدرضا ورزی     |        |
| ۱۳۹۱ | گام‌های شیدایی           |                                  | حمید بهمنی       |        |
| ۱۳۸۹ | آزادراه                 | پریسا                            | عباس رافعی       |        |
| ۱۳۸۷ | پوست موز                |                                  | علی عطشانی       |        |
| ۱۳۸۶ | کلاغ پر                 | رؤیا                             | شهرام شاه‌حسینی   |        |
| ۱۳۸۵ | پسران آجری              | ماهور                            | مجید قاری‌زاده    |        |
| ۱۳۸۵ | مصائب دوشیزه            |                                  | مسعود اطیابی     |        |

### سریالسیمایی
- ۱۳۷۴: جدی نگیرید (سعید توکل و صادق عبداللهی)[۱۱]
- ۱۳۷۷: یونس (محمدرضا خالقی)
- ۱۳۷۸: کوی دامون (عباس رنجبر)
- ۱۳۸۱: نوعروس (بیژن میرباقری)
- ۱۳۸۲: مسافری از هند (قاسم جعفری)
- ۱۳۸۳: عشق گمشده (حسین سهیلی‌زاده)
- ۱۳۸۴: پیله‌های پرواز (حسین سهیلی‌زاده)
- ۱۳۸۷: گل‌های گرمسیری (محمدمهدی عسگرپور)
- ۱۳۸۹: چاردیواری (سیروس مقدم)[۱۲]
- ۱۳۸۹: در مسیر زاینده‌رود (حسن فتحی)
- ۱۳۸۹: مختارنامه (داوود میرباقری)
- ۱۳۹۰: از یاد رفته (فریدون حسن‌پور)
- ۱۳۹۴: میکائیل (سیروس مقدم)

### سریالرسانهٔ خانگی
- ۱۴۰۳: سووشون (نرگس آبیار)[۱۳]

### تله‌فیلم
- ۱۳۸۶: گزارش یک اعدام[۱۴]
- ۱۳۸۸: عزیزی که ناپدید شد[۱۵]
- ۱۳۸۸: مادرانه
- ۱۳۸۸: برگی بر شاخه[۱۶]
- ۱۳۹۱: دست‌ها نگاه می‌کنند[۱۷]
- ۱۳۹۱: قصّهٔ سیمین[۱۸]

### ویدئوفیلم
- ۱۳۹۰: به فاصله یک نفس

### نمایش
- ۱۳۸۸: داستان یک پلّکان
- ۱۳۸۹: ابرهای پشت حنجره[۱۹]
- ۱۳۹۱: برهان
- ۱۳۹۲: سیندرلا
- ۱۳۹۴: سینماهای من
- ۱۳۹۵: آدامس‌خوانی[۲۰]
- ۱۳۹۵: نام تمام مادران[۲۱]
- ۱۳۹۶: آینه‌های روبرو
- ۱۳۹۷: فصل شکار بادبادک‌ها
- ۱۳۹۸: مری پاپینز[۲۲]

## جوایز و نامزدی‌ها
| سال  | جشنواره                                     | بخش                       | فیلم                    | نتیجه    | منبع   |
| ---- | ------------------------------------------- | ------------------------- | ----------------------- | -------- | ------ |
| ۱۳۹۹ | بیستمین جشن حافظ                            | بهترین بازیگر زن سینما    | ماجرای نیمروز ۲: ردّ خون | نامزدشده | [ ۲۳ ] |
| ۱۳۹۷ | سی و هفتمین جشنواره فیلم فجر                | بهترین بازیگر نقش اول زن  | ماجرای نیمروز ۲: ردّ خون | نامزدشده | [ ۲۴ ] |
| ۱۳۹۵ | انجمن منتقدان و نویسندگان سینمای ایران      | بهترین بازیگر نقش مکمل زن | سیانور                  | نامزدشده | [ ۲۵ ] |
| ۱۳۹۵ | شانزدهمین دوره جشن حافظ                     | بهترین بازیگر زن درام     | میکائیل                 | نامزدشده | [ ۲۶ ] |
| ۱۳۹۳ | چهاردهمین جشن کانون ملی منتقدان تئاتر ایران | بهترین بازیگر زن          | نمایش سیندرلا           | نامزدشده | [ ۲۷ ] |
| ۱۳۹۰ | دوازدهمین دوره جشن حافظ                     | بهترین بازیگر زن درام     | در مسیر زاینده رود      | برنده    | [ ۲۸ ] |
| ۱۳۸۹ | بیست و نهمین جشنواره بین‌المللی تئاتر فجر    | بهترین بازیگر زن بین‌الملل | نمایش ابرهای پشت حنجره  | نامزدشده | [ ۲۹ ] |
| ۱۳۸۸ | بیست و هشتمین جشنواره بین‌المللی تئاتر فجر   | بهترین بازیگر زن بین‌الملل | نمایش داستان یک پلکان   | نامزدشده | [ ۳۰ ] |